# Dreyfus (Familienname)
Dreyfus (Bedeutung: auch Dreyfuß, Dreifuß, Trifuß = ,drivuoß' (mhd.) = dreifüßiges Geschirr, Tiegel) ist ein jüdischer und französischer Familienname.

## Namensträger
- Albert Dreyfus (1876–1945), deutscher Kunsthistoriker, Schriftsteller und Übersetzer
- Alfred Dreyfus (1859–1935), französischer Hauptmann im französischen Generalstab, das Opfer der Dreyfus-Affäre
- Dina Dreyfus (1911–1999), französische Philosophin, Ethnologin, Anthropologin und Familiensoziologin
- Emile Dreyfus (1881–1965), Schweizer Kunstsammler und Mäzen
- Ferdinand-Camille Dreyfus (1851–1915), französischer Journalist und Politiker
- Francis Dreyfus (1940–2010), französischer Musikverleger
- François-Georges Dreyfus (1928–2011), französischer Historiker
- Georg Ludwig Dreyfus (1879–1957), deutscher Arzt
- George Dreyfus (* 1928), australischer Komponist
- Gérard Louis-Dreyfus (1932–2016), französisch-amerikanischer Unternehmer
- Hippolyte Dreyfus-Barney (1873–1928), erster französischer Bahai
- Hubert Dreyfus (1929–2017), US-amerikanischer Philosoph
- Huguette Dreyfus (1928–2016), französische Cembalistin
- Ivan Dreyfus (1884–1975), Schweizer Fußballspieler
- Jacques Dreyfus (1826–1890), schweizerisch-deutscher Bankier
- James Dreyfus (* 1968), englischer Schauspieler
- Jean-Claude Dreyfus (* 1946), französischer Schauspieler
- Jean-Marc Dreyfus (* 1968), französischer Historiker
- Jérôme Dreyfus (* 1971), französischer Judoka
- John G. Dreyfus (1918–2002), englischer Druckhistoriker und Typograph
- Jules Dreyfus (1859–1942), Schweizer Bauingenieur und Bankmanager
- Julia Louis-Dreyfus (* 1961), US-amerikanische Schauspielerin
- Julie Dreyfus (* 1966), französische Schauspielerin
- Karen Dreyfus, US-amerikanische Bratschistin
- Katia Guth-Dreyfus (1926–2021), Schweizer Kunsthistorikerin und Museumsleiterin
- Lee S. Dreyfus (1926–2008), US-amerikanischer Politiker
- Lucie Dreyfus (1869–1945), Ehefrau von Alfred Dreyfus, dem in der Dreyfus-Affäre fälschlich angeklagten und verurteilten Hauptmann
- Margarita Louis-Dreyfus (* 1962), schweizerische Unternehmerin und Milliardärin
- Mark Dreyfus (* 1956), australischer Justizminister und Rechtsanwalt
- Markus G. Dreyfus (1812–1877), jüdisch-schweizerischer Lehrer und Publizist für die Gleichstellung der Juden
- Mathieu Dreyfus (1857–1930), elsässischer und französischer Industrieller
- Nicole Dreyfus (* 1984), Schweizer Historikerin und Journalistin
- Pierre Dreyfus (1907–1994), französischer Manager und Politiker
- Pierre Louis-Dreyfus (1908–2011), französischer Bankier, Widerstandskämpfer der Résistance im Zweiten Weltkrieg und Rennfahrer
- René Dreyfus (1905–1993), französischer Automobilrennfahrer
- Robert Louis-Dreyfus (1946–2009), französischer Unternehmer
- Suelette Dreyfus, australische Journalistin und Filmemacherin
- Tomer Dotan-Dreyfus (* 1987), deutsch-israelischer Autor, Lyriker und Übersetzer
- Tommy Dreyfus (* 1940er), israelischer Mathematikpädagoge
- Vera Dreyfus-de Gunzburg (1898–1972), Schweizer Flüchtlingshelferin, Frauenrechtlerin
- Vital Dreyfus (1901–1942), französischer Arzt und Widerstandskämpfer
- Willy Dreyfus (1885–1977), Schweizer Bankier deutsch-jüdischer Herkunft
- Yves Dreyfus (1931–2021), französischer Degenfechter